# (5288) Nankichi
(5288) Nankichi est un astéroïde de la ceinture principale.

## Description
(5288) Nankichi est un astéroïde de la ceinture principale. Il fut découvert le 3 décembre 1989 à Kani par Yoshikane Mizuno et Toshimasa Furuta. Il présente une orbite caractérisée par un demi-grand axe de 2,61 UA, une excentricité de 0,12 et une inclinaison de 11,9° par rapport à l'écliptique.

## Compléments